# Giulianova Calcio 2010-2011
Questa pagina raccoglie le informazioni riguardanti il Giulianova Calcio nelle competizioni ufficiali della stagione 2010-2011.

## Rosa
| N. |                    | Ruolo | Calciatore               |
| -- | ------------------ | ----- | ------------------------ |
|    | Italia (bandiera)  | D     | Daniele Andreone         |
|    | Senegal (bandiera) | A     | Bara Mamadou Ndiaye      |
|    | Italia (bandiera)  | C     | Francesco Bontà          |
|    | Italia (bandiera)  | C     | Andrea Censori           |
|    | Italia (bandiera)  | C     | Marco Croce              |
|    | Italia (bandiera)  | C     | Massimo D'Angelo         |
|    | Italia (bandiera)  | C     | Stefano De Angelis       |
|    | Italia (bandiera)  | C     | Nicola Della Penna       |
|    | Italia (bandiera)  | C     | Simone De Santis         |
|    | Italia (bandiera)  | C     | Domenico De Simone       |
|    | Italia (bandiera)  | D     | Fabio Faragalli          |
|    | Italia (bandiera)  | A     | Fabio Gubinelli          |
|    | Italia (bandiera)  | C     | Daniel Alfredo Margarita |
|    | Italia (bandiera)  | P     | Claudio Merletti         |
|    | Italia (bandiera)  | D     | Simone Mirante           |
|    | Italia (bandiera)  | A     | Francesco Morga          |

| N. |                    | Ruolo | Calciatore               |
| -- | ------------------ | ----- | ------------------------ |
|    | Italia (bandiera)  | D     | Marco Palandrani         |
|    | Italia (bandiera)  | A     | Luca Paponetti           |
|    | Italia (bandiera)  | A     | Leonardo Perez           |
|    | Italia (bandiera)  | A     | Andrea Pirelli           |
|    | Italia (bandiera)  | C     | Alessandro Polinesi      |
|    | Italia (bandiera)  | C     | Mauro Pucello            |
|    | Italia (bandiera)  | C     | Michele Rinaldi          |
|    | Italia (bandiera)  | P     | Piero Robertiello        |
|    | Brasile (bandiera) | A     | Carlos Edoardo Schneider |
|    | Italia (bandiera)  | D     | Mauro Sosi               |
|    | Italia (bandiera)  | A     | Domenico Suriano         |
|    | Italia (bandiera)  | D     | Francesco Terrenzio      |
|    | Italia (bandiera)  | D     | Danilo Testoni           |
|    | Italia (bandiera)  | A     | Stefano Torbidone        |
|    | Italia (bandiera)  | D     | Alessandro Zoppetti      |

## Risultati

### Campionato

#### Girone di andata
| 29 agosto 2010 1ª giornata | Giulianova | 1 – 2 | Sangiovannese |  |

| 5 settembre 2010 2ª giornata | Poggibonsi | 2 – 1 | Giulianova |  |

| 12 settembre 2010 3ª giornata | Giulianova | 2 – 2 | Prato |  |

| 19 settembre 2010 4ª giornata | L'Aquila | 3 – 1 | Giulianova |  |

| 26 settembre 2010 5ª giornata | Giulianova | 2 – 1 | Crociati Noceto |  |

| 3 ottobre 2010 6ª giornata | San Marino | 1 – 1 | Giulianova |  |

| 10 ottobre 2010 7ª giornata | Chieti | 2 – 0 | Giulianova |  |

| 24 ottobre 2010 8ª giornata | Giulianova | 0 – 1 | Bellaria |  |

| 31 ottobre 2010 9ª giornata | Fano | 1 – 0 | Giulianova |  |

| 7 novembre 2010 10ª giornata | Giulianova | 1 – 1 | Celano |  |

| 14 novembre 2010 11ª giornata | Carrarese | 3 – 0 | Giulianova |  |

| 28 novembre 2010 12ª giornata | Giulianova | 1 – 0 | Gavorrano |  |

| 5 dicembre 2010 13ª giornata | Giacomense | 1 – 1 | Giulianova |  |

| 12 dicembre 2010 14ª giornata | Giulianova | 0 – 1 | Carpi |  |

| 19 dicembre 2010 15ª giornata | Villacidrese | 2 – 0 | Giulianova |  |

#### Girone di ritorno
| 16 gennaio 2011 16ª giornata | Sangiovannese | 1 – 0 | Giulianova |  |

| 23 gennaio 2011 17ª giornata | Giulianova | 2 – 1 | Poggibonsi |  |

| 6 febbraio 2011 18ª giornata | Prato | 0 – 0 | Giulianova |  |

| 13 febbraio 2011 19ª giornata | Giulianova | 0 – 1 | L'Aquila |  |

| 20 febbraio 2011 20ª giornata | Crociati Noceto | 3 – 2 | Giulianova |  |

| 27 febbraio 2011 21ª giornata | Giulianova | 1 – 0 | San Marino |  |

| 6 marzo 2011 22ª giornata | Giulianova | 0 – 1 | Chieti |  |

| 13 marzo 2011 23ª giornata | Bellaria | 0 – 0 | Giulianova |  |

| 27 marzo 2011 24ª giornata | Giulianova | 4 – 1 | Fano |  |

| 3 aprile 2011 25ª giornata | Celano | 0 – 3 | Giulianova |  |

| 10 aprile 2011 26ª giornata | Giulianova | 1 – 1 | Carrarese |  |

| 17 aprile 2011 27ª giornata | Gavorrano | 1 – 2 | Giulianova |  |

| 23 aprile 2011 28ª giornata | Giulianova | 1 – 0 | Giacomense |  |

| 1 maggio 2011 29ª giornata | Carpi | 3 – 0 | Giulianova |  |

| 8 maggio 2011 30ª giornata | Giulianova | 3 – 3 | Villacidrese |  |

### Coppa Italia Lega Pro

#### Fase eliminatoria a gironi
| 14 agosto 2010 1ª giornata - Girone H | Giulianova | 3 – 1 | Fano |  |

| 18 agosto 2010 2ª giornata - Girone H | Foggia | 2 – 0 | Giulianova |  |

| 25 agosto, ore 2010 3ª giornata - Girone H | Giulianova | 2 – 2 | Celano |  |

| 1 settembre 2010 4ª giornata - Girone H | L'Aquila | 0 – 1 | Giulianova |  |

#### Fase ad eliminazione diretta
| Lanciano 10 novembre 2010 Primo turno | Virtus Lanciano | 4 – 1 | Giulianova |  |